# Choei Sato
Choei Sato (佐藤 長栄, Sato Choei, né le 15 avril 1951 à Préfecture de Yamagata au Japon) est un footballeur japonais.